# Eugenio Isnaldo
Eugenio Isnaldo (Rosario, 7 de enero de 1994) es un futbolista argentino juega como volante o extremo por izquierda en Orihuela CF de España.

## Trayectoria
Jugó las temporadas 2012, 2013, 2014 y 2016-2017 en Club Atlético Newell's Old Boys, donde se formó y realizó las divisiones inferiores , disputó 27 encuentros y no marcó goles. Debutó en la Copa Libertadores 2012 en el encuentro de Newell's vs Deportivo Lara (Venezuela). En 2012-2013 jugó 6 partidos, sumando un total de 200 minutos (2 como titular y 4 como suplente). En esta temporada Newell's se consagró Campeón de primera división de la liga Argentina; en la temporada 2013-2014 jugó un total de 11 partidos 4 de titular y 9 de suplente, sumando un total de 339 minutos. 
A principios de 2015 emigra a Defensa y Justicia a préstamo por un año para disputar la temporada 2015 en el club de Florencio Varela. Su primer gol lo convirtió frente a Rosario Central en la fecha del torneo de primera división de Argentina, también convirtió contra Atlético Rafaela, Arsenal, Sarmiento de Junín y dos goles contra Talleres en la copa argentina en el 2016, clasificando a DyJ a la siguiente fase. A principios de 2016 Eugenio había vuelto de su préstamo a Newell's, luego de que el club rechace una oferta de AEK de Grecia, renovó contrato con Newell's con una cláusula de salida, que luego no fue respetada, y Eugenio renovó su préstamo por 6 meses con Defensa y Justicia.  En junio de 2016, llegaron varios sondeos por Eugenio todos rechazados por Bermúdez que lo declaró intransferible y no permitió que se vaya, más allá de su acuerdo de salida. En diciembre llegó una oferta por 600 mil dólares de Houston Dinamo (EE. UU.) que fue también rechazado por Bermúdez y en enero otra oferta del Atlanta United, también rechazada por el club.   
En junio de 2017 venció su contrato con Newell's Old Boys.

## Clubes
| Club                          | País      | Año           |
| ----------------------------- | --------- | ------------- |
| Newell's Old Boys             | Argentina | 2012-2014     |
| Defensa y Justicia (Préstamo) | Argentina | 2015-2016     |
| Newell's Old Boys             | Argentina | 2016-2017     |
| Asteras Tripolis              | Grecia    | 2017-2018     |
| Defensa y Justicia            | Argentina | 2018          |
| Unión La Calera               | Chile     | 2019          |
| Defensa y Justicia            | Argentina | 2019-2021     |
| Atlético Tucumán              | Argentina | 2022          |
| The Strongest                 | Bolivia   | 2022-2023     |
| Iraklis                       | Grecia    | 2024          |
| Orihuela CF                   | España    | 2025-presente |

## Palmarés

### Campeonatos nacionales
| Título           | Club          | País    | Año  |
| ---------------- | ------------- | ------- | ---- |
| Primera División | The Strongest | Bolivia | 2023 |

### Campeonatos internacionales
| Título              | Club               | País     | Año  |
| ------------------- | ------------------ | -------- | ---- |
| Copa Sudamericana   | Defensa y Justicia | Córdoba  | 2020 |
| Recopa Sudamericana | Defensa y Justicia | Brasilia | 2021 |

- Datos: Q16236219
- Multimedia: Eugenio Isnaldo / Q16236219